# Frecăței (Tulcea megye)
Frecăței község Tulcea megyében, Dobrudzsában, Romániában. A hozzá tartozó települések: Cataloi, Poșta és Telița.

## Fekvése
A település az ország délkeleti részén található, a megyeszékhelytől, Tulcsától nyolcvannégy kilométerre délnyugatra.

## Története
Régi török neve Frekitsey.

## Lakossága
A nemzetiségi megoszlás a következő:
| 2002      | 2002 | 2002   |
| --------- | ---- | ------ |
| Románok   | 3818 | 99,53% |
| Ukránok   | 16   | 0,41%  |
| Lipovánok | 1    | 0,02%  |
| Törökök   | 1    | 0,02%  |
| Összesen  | 3836 | 100,0% |